# 131 км (зупинний пункт, Донецька залізниця)
131 кіломе́тр — залізничний пасажирський зупинний пункт Луганської дирекції Донецької залізниці.
Розташований між селами Верхня Оріхівка та Петро-Миколаївка, Лутугинський район, Луганської області на лінії Родакове — Ізварине між станціями Лутугине (14 км) та Сімейкине (16 км).
Через військову агресію Росії на сході Україні транспортне сполучення припинене.